# The Temperance Seven
The Temperance Seven é uma banda britânica de jazz formada no final dos anos 50 por Paul McDowell (trombone), Philip Harrison (banjo) e Brian Innes. O grupo eventualmente evoluiu para uma formação de nove integrantes, especializando-se em um estilo leve e bem humorado que evocava a música das décadas de 1920 e 1930. Obteve grande êxito nos anos 60 com singles como "You're Driving Me Crazy" (que chegou ao topo das paradas musicais no Reino Unido) e "Pasadena" (4° lugar nas paradas). Após várias mudanças na formação, a banda continua a apresentar-se até os dias de hoje.

## Discografia selecionada

### Singles
- "You're Driving Me Crazy" / "Charley My Boy" (1961: 7" Parlophone R4757)
- "Pasadena" / "Sugar" (1961: 7" Parlophone R4781)
- "Hard Hearted Hannah" / "Chili Bom Bom" (1961: 7" Parlophone R4823)
- "Charleston" / "Black Bottom" (1961: 7" Parlophone R4851)
- "Sahara" / "Everybody Loves My Baby" (1962: 7" Parlophone R4893)
- "Runnin' Wild" / "The Mooche" (1962: 7" Parlophone R4934)
- "Shake" / "Bye Bye Baby" (1962: 7" Parlophone R4953)
- "Ain't She Sweet" / "Seven And Eleven" (1963: 7" Parlophone R5022)
- "Thanks For The Melody" / "Easy Money" (1963: 7" Parlophone R5048)
- "From Russia With Love" / "PCQ" (1963: 7" Parlophone R5070)
- "Letkiss" / "Tajkaedi" (1964: 7" Parlophone R5236)
- "Miss Elizabeth Brown" / "Crazy"  (1968: 7" MCA 1016)
- "Shepherd of the Hills" (1975: 7" DJM DJS 626)
- "Mach II March" / "Me and Jane in a Plane" (1976: 7" DJM DJS 673)
- "Pasadena" / "You're Driving Me Crazy" (EMI EMI2336)
- "You're Driving Me Crazy" / "Charley My Boy" (Old Gold OG 9385)
- "You're Driving Me Crazy" / "Charley My Boy" (HMV POP 2007)

### EPs
- "The Temperance Seven Inch Record" (1960: EP Argo EAF 14)
- "The Temperance Seven" (1961: EP Parlophone GEP 8840)
- "The Charleston and other selections" (1961: EP Parlophone GEP 8850)
- "1961" (1961: EP Parlophone GEP 8857)
- "Runnin' Wild" (1962: EP Parlophone GEP 8872)

### Álbuns
- The Temperance Seven + 1 (LP: Argo RG 117) (relançado como The World of the Temperance Seven 1973 LP: Argo SPA 302)
- The Temperance Seven 1961 (1961 LP: Parlophone PMC 1152 & PCS 3021)(relançado como "Pasadena" 197? LP: World Record Club ST 10002)
- BBC Sessions (1962 LP: Ristic) [Private Pressing]
- Family Album (1964 LP: Parlophone PMC 1236 & PCS 3059, 1964) (relançado como "Family Album" 197? LP: World Record Club TP 727)
- Direct from the Ballspond Cocoa Rooms (197? LP: Music For Pleasure MFP 1322)
- The New Temperance Seven (1970 LP: Hallmark HMA 205)
- The New Temperance Seven in Sweden (1972 LP: Philips 6414 303)
- The Temperance Seven in Hong Kong (1975 LP: DJM DJSML 2013)
- 21 Years On (1976 LP: DJM DJM 22043)
- Tea for Eight (1989 LP: Upbeat URLP101)
- Tea for Eight (1989 CD: Upbeat URCD101)
- 33 Not Out (1990 CD: Upbeat URCD103)
- The Writing on the Wall (1992 CD: Upbeat URCD108)
- Pasadena and the Lost Cylinders: Music from the Archives (1997 CD: Lake LACD 77) [recorded 1960(1-9), 1961(10-11), 1962(12-19), 1963(20-26), 1967(27-28)]
- Live & In Full Colour - Part 1 (2000 CD: TS101) (Private Pressing recorded at The Grayshott Club, Hindhead)
- Live & In Full Colour - Part 2 (2000 CD: TS102) (Private Pressing recorded at The Grayshott Club, Hindhead)
- The Parlophone Recordings Vol.1 1960-1962 (2000 CD: Lake LACD 138)
- The Parlophone Recordings Vol.2 1962-1965 (2001 CD: Lake LACD 142)
- Those BBC Years (2002 CD: Upbeat URCD185)